# خوتارما (خوجه آباد)
خوتارما هي بلدة في مقاطعة خوجه آباد في ولاية أنديجان في أوزبكستان.